# Angels de Los Angeles (PCL)
Les Angels de Los Angeles (en anglais : Los Angeles Angels) sont une franchise américaine de ligue mineure de baseball qui opère en Pacific Coast League de 1903 à 1957, remportant douze fois le titre.
De 1903 à 1925, les Angels jouent leurs matchs à domicile au Washington Park (15 000 places) avant de s'installer à Wrigley Field (22 000 places). Les Angels sont affiliés aux Chicago Cubs de 1921 à 1956, et ce lien explique le nom du stade, financé par le propriétaire des Cubs, William Wrigley Jr. Les Angels deviennent affiliés aux Dodgers de Brooklyn en 1957.
Les Angels sont contraints de quitter Los Angeles à la suite de l'arrivée des Dodgers de Brooklyn en 1958. Ils migrent à Spokane et deviennent les Spokane Indians, sans rapport avec la franchise portant actuellement ce même nom et fondée en 1983.
En souvenir de cette équipe glorieuse, la franchise MLB créée en 1961 à Los Angeles prend le nom de Angels de Los Angeles.

## Histoire
Le club est acheté en 1921 par le propriétaire des Cubs de Chicago, William Wrigley Jr. Les Angels deviennent affiliés aux Cubs et sont dotés, en 1925, d'un nouveau stade de 22 000 places : Wrigley Field.

## Palmarès
- Champion de la Pacific Coast League (AAA) : 1903, 1905, 1907, 1908, 1916, 1918, 1921, 1926, 1933, 1934, 1947, 1956